# Metriocnemus bilobatus
Metriocnemus bilobatus är en tvåvingeart som beskrevs av Makarchenko 2004. Metriocnemus bilobatus ingår i släktet Metriocnemus och familjen fjädermyggor. Inga underarter finns listade i Catalogue of Life.